# Los Invisibles
Los Invisibles (Gli invisibili) è un cortometraggio messicano del 2010 pubblicato dalla Amnesty International in quattro sezioni dirette da Marc Silver e Gael García Bernal. Il film affronta il tema dell'Immigrazione illegale dei latinos negli Stati Uniti d'America e si concentra sulle difficoltà a cui vanno incontro i migranti durante l'attraversamento del Messico.

## Lista dei segmenti
- SeaWorld
- Sei su dieci (Seis de cada diez)
- Quelli che restano (Los que quedan)
- Goal! (¡Gol!)[2]

## Trama
Nel primo segmento (SeaWorld) una giovane ragazza non vede l'ora di raggiungere gli Stati Uniti per visitare SeaWorld. All'inizio del viaggio i migranti sono raccolti in un rifugio situato nel Messico meridionale. Le loro parole sono piene di speranza e di coraggio ma coloro che hanno già attraversato il paese rivelano i pericoli che li attendono. Nel secondo cortometraggio (Sei su dieci) Gael García Bernal intervista tre donne provenienti dall'Honduras. Desiderano raggiungere gli Stati Uniti per non vivere più in povertà ma si stanno prendendo un grande rischio perché sei donne su dieci vengono stuprate durante l'attraverso del Messico. Quelli che restano è dedicato alle famiglie dei migranti del Centro America. Una madre che vive in El Salvador racconta la sua disperazione di non sapere dove sia finito suo figlio dopo dieci anni dalla sua partenza. Nella maggior parte dei casi i familiari perdono definitivamente le tracce dei propri cari. L'ultimo cortometraggio (Goal!) è uno studio riassuntivo sull'immigrazione. Nonostante i pericoli e le scelte politiche dei governi, i migranti non smetteranno mai di mettersi in viaggio. Il flusso migratorio degli esseri umani è sempre esistito in qualsiasi contesto sociale.